# ボートピア勝山
ボートピア勝山（ボートピアかつやま）は、福岡県京都郡みやこ町にある競艇場外発売場である。2019年現在はボートレースチケットショップ勝山となっている。

## 概要
ボートピア勝山は1994年3月に九州初のボートピアとしてオープンした。ボートレース芦屋を中心に主に全国のSG・プレミアムGIおよびナイター競走などの場外発売を行っている。発売締切は本場の1分前である。

## アクセス
- 行橋駅・西鉄田川後藤寺バスセンターより無料送迎バスあり。

鉄道駅から離れた場所に位置するため来場は自動車となる。

## 設備
鉄筋2階建てで、軽食コーナーもある。
- 一般席フロア - 1階。
- 特別観覧席フロア - 2階。
- 座席数は769席（一般687席、特別観覧82席）である。
- 窓口数は26窓
- 発売賭式は、3連勝単式、3連勝複式、2連勝単式、2連勝複式、拡大2連勝複式の5種類となっている。